# Остгейзен
Остгейзен (нід. Oosthuizen) — село в нідерландській провінції Північна Голландія. Входить до муніципалітету Едам-Волендам.
Його площа становить 6,82 км², а населення станом на 2021 рік складало 3 390 осіб.
Перша згадка про населений пункт датується 12-им сторіччям.
До 1970 року мало статус окремого муніципалітету.

## Галерея

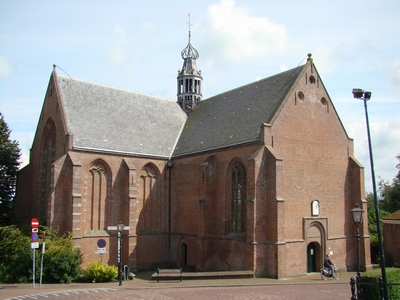
Церква в Остгейзені
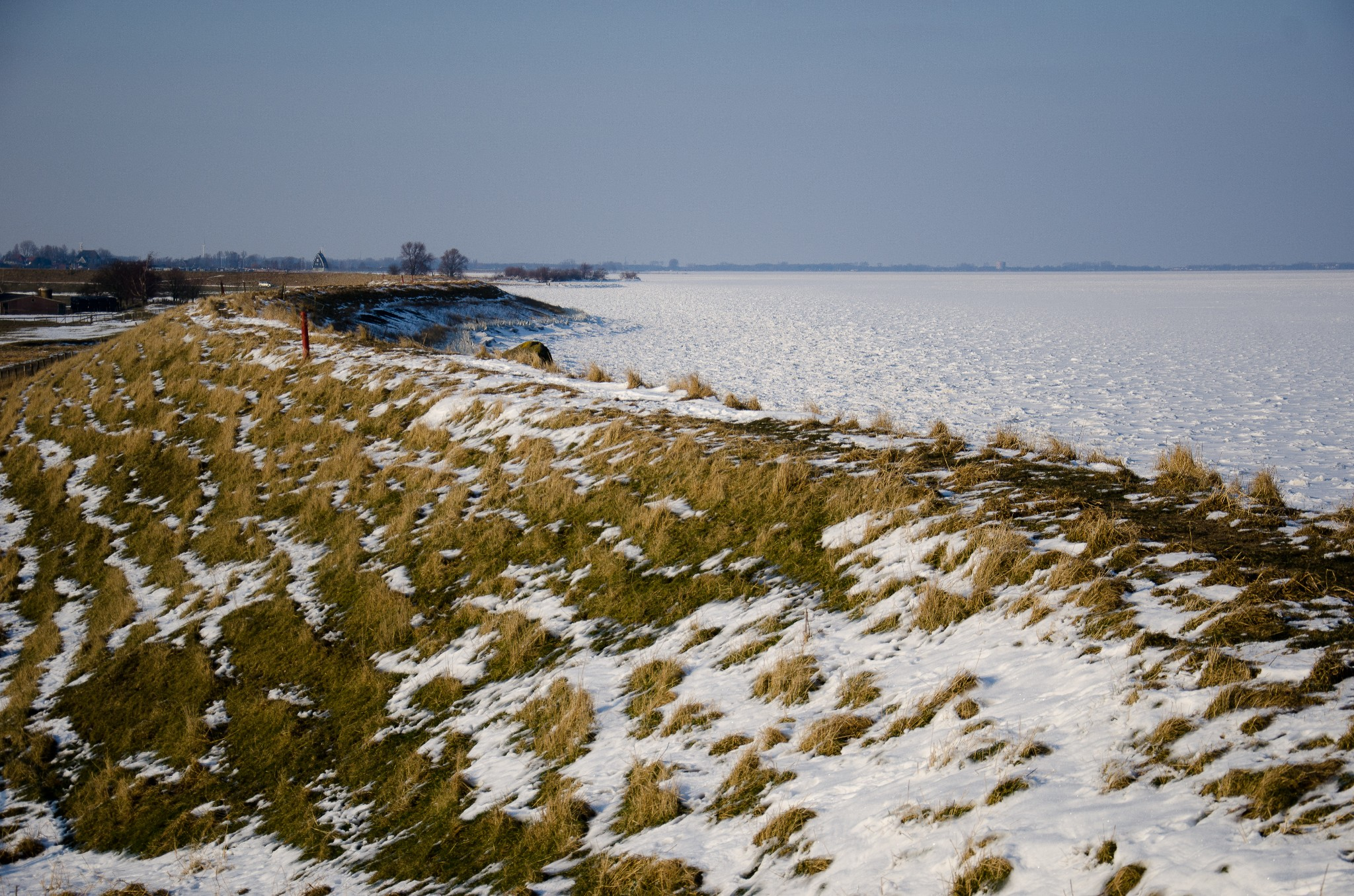
Узбережжя озера Ейсселмер взимку
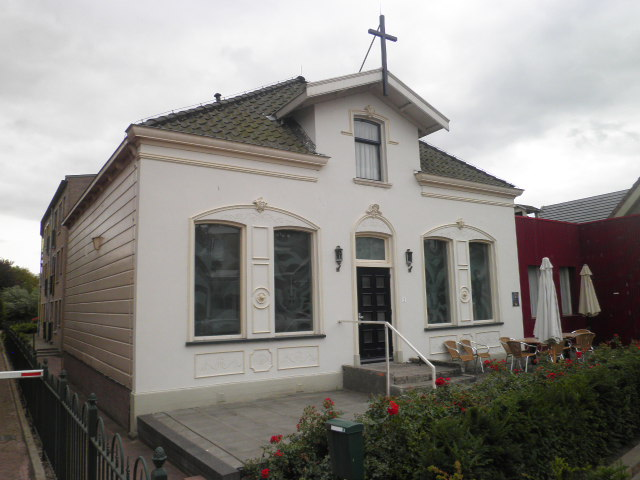
Католицька церква
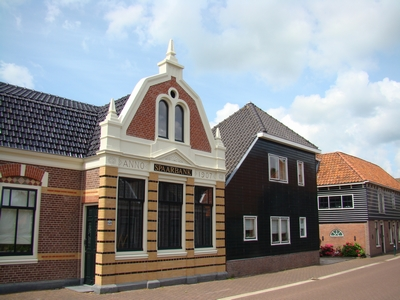
Сільська забудова